# جوليوس بيرجر
جوليوس بيرجر هو نادي كرة قدم نيجيري وهو نادي أساسي في نيجيريا.
ويتمتع النادي بتاريخ رياضي طويل ومميز حيث شارك عدة مرات في كأس أبطال إفريقيا.